# 11オクロック・ティック・タック
『11オクロック・ティック・タック』（11 O'Clock Tick Tock）は、U2がアイランド・レコードと契約後、『Boy』の前に初めてリリースした楽曲。

## 概要
元々Silver Liningという曲だったが、レコーディングの際にタイトルも歌詞も変えられた。ちなみにタイトルは待ち合わせの約束を忘れたボノの家のドアにギャヴィン・フライデーが貼り付けたメモの内容が由来。1979年に前座を務めたOrchestral Manoeuvres In The DarkとTalking Headsにインスパイアされて作られた曲で、当時のU2にしては珍しく、ポストパンクの影響が色濃く窺える曲である。

プロデューサーは当時Joy Divisionのプロデューサーとしてで名を馳せていたマーティン・ハネット。U2のメンバーは『Closer』をレコーディング中だったロンドンのスタジオを訪れて、直にハネットにプロデュースを頼んだ。その時の様子をJoy Divisionのメンバー（つまりNew Orderのメンバー）が、こう述懐している。
彼らが『Closer』を録音していたこのスタジオに、「ある日バス停からずぶ濡れになって歩いてきたと思われる4人のアイリッシュ・キッズがプロデューサーのマーティン・ハネットを訊ねてきて、自分達の作品をプロデュースして欲しい、とリクエスト」。その話し合いを隣のレコーディング・ルームから見ていたのがフッキーで、「おい、えらく緊張してコチンコチンになった4人のアイリッシュ・キッズがマーティンに仕事を依頼してるぞ。あんな偏屈プロデューサー、やめときゃいいのに（爆笑）」、みたいな感じでバーニーやスティーヴンetcと囃しまくった。
またこの際、メンバーはその直後の1980年5月18日に自殺したJoy Divisionのヴォーカル・イアン・カーティスとも顔を合わせているおり、その時の様子をボノは『Boy』リリース直前のラジオインタビューでこう語っている。
イアン・カーティスと話したことは奇妙な経験だった。彼はとても暖かい心の持ち主だったけれど、まるで彼の中に2つの人格があるかのように話すんだ。彼はとても明るくて行儀よくて親切だった。けれども、1度、感情的になるとマイクの向こうに隠れてしまうんだ。その様子はまるで二重人格者のようで、Love Will tear Us Apartがリリースされたとき、まるでそこには2つの引き裂かれた人格があるかのようだった。
ハネットは曲をプロデュースは引き受けてくれたが、レコーディング中はずっと大麻を吸っていたようだ。初めて本格的なプロデューサーとの仕事に、U2のメンバーはいたく感銘を受けたらしく、ボノは「イーノの前にマーティンありき」と言って、マーティンの手によって曲が生まれ変わる様を目の当たりにして、テクノロジーの可能性に気づくきっかけになったと語っている。ただ曲自体はマーティン色が強めに出過ぎて、ヒットには繋がらず、チャート入りもしなかった。
ちなみに11 O'Clock Tick Tockは、リリース当初から同郷バンドのThe Atrixの「Treasure on the Wasteland」（ちなみにプロデューサーはUltravoxのミッジ・ユーロ）という曲に酷似していると指摘されていた。11 O'Clock Tick Tockは少なくとも1980年5月11日にはライブで演奏されているのだが、The Atrixの曲はそれより早く1979年から演奏されていたようだ。さらにこれらの曲はVirgin Prunesの「In the Grey Light 」が元ネタという指摘もある。いずれにしろ今となっては生き残ったのはU2のみ、真相は闇の中である。

## B面

### Touch
元はVirgin Prunesのメンバー・ストロングマンのクリスチャンネームから採ったTrevorというタイトルだった。Boyツアーではセトリに入っていた。
『Boy』のデラックス・エディション収録。

## 評価
- 1980年ホットプレス年間ベストシングル第2位[6]
- 1980年ホットプレス読者が選ぶ年間ベストアイリッシュシングル第1位
- 1983年RTEラジオ2あなたの一番好きな曲リスナー投票第1位[7]
- 1984年U2マガジン12月号あなたの一番好きな曲ファン投票第8位[7]